# Lateantenna inana
Lateantenna inana is een vlinder uit de familie van de spaandermotten (Blastobasidae). Deze soort is voor het eerst wetenschappelijk beschreven als Gracilaria inana door Arthur Gardiner Butler in een publicatie uit 1881.
De soort komt voor in Réunion.